# Браун, Луи
Луи (Людвиг) Браун (нем. Louis (Ludwig) Braun; 23 сентября 1836, Швебиш-Халль, Вюртемберг - 18 февраля 1916, Мюнхен, Германская империя) — немецкий живописец, педагог, профессор искусств Мюнхенской академии художеств. Один из самых известных немецких художников-баталистов.

## Биография
Обучался в инженерной, а затем в художественной школе в Штутгарте. 
В 1859 году отправился в Париж, где учился под руководством Орас Верне, оказавшего большое влияние на его дальнейшее творчество. В 1860 году продолжил образование в Мюнхене.
Был военным художником австрийской армией во время австро-прусско-датской войны 1864 года, создал несколько батальных картин для императора Австрии Франца Иосифа I. 
Сопровождал прусские войска во время франко-прусской войны 1870—1871 годов, в результате были выставлены его картины 
- «Вступление Мекленбургских войск в Орлеан»,
- «Капитуляция Седана»,
- «Битва за Седан» (позже картина выставлялась во Франкфурте-на-Майне и в других городах в виде панорамы),
- «Немцы в Версале»,
- «Вступление прусской армии в Париж»,
- «Битва за Марс-ла-Тур» (1884),
- «Панорама немецких колоний» (совместно с Петерсеном, 1885),
- «Битва при Люцене» (1892).

Большой успех имело его панорамное полотно «Битва за Седан». За него Л. Брауну в 1902 году было присвоено звание профессора академии Мюнхена.
Работал профессором искусств Мюнхенской академии художеств.
Среди его известных учеников Карл Танера, баталист.

## Галерея

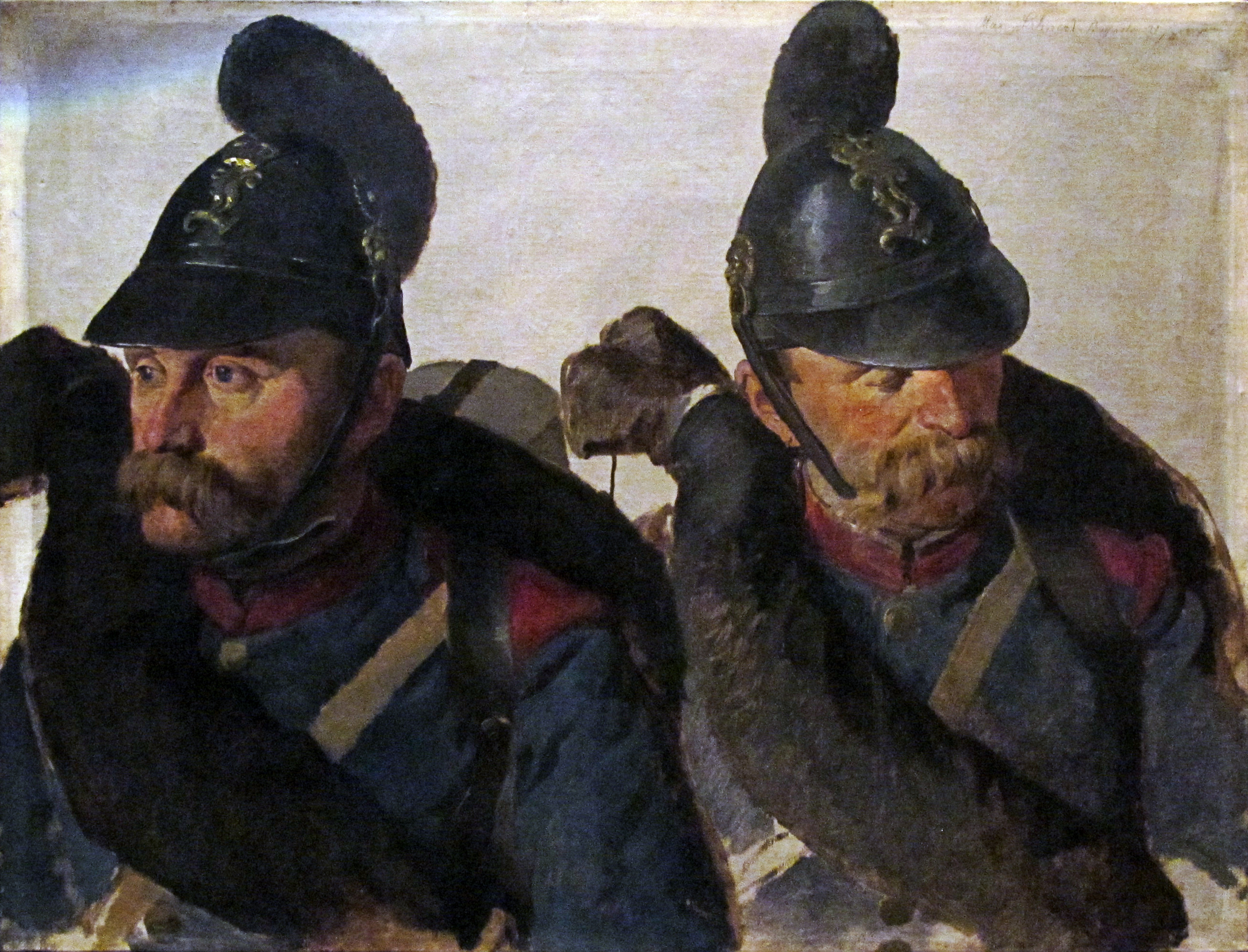
Баварские пехотинцы
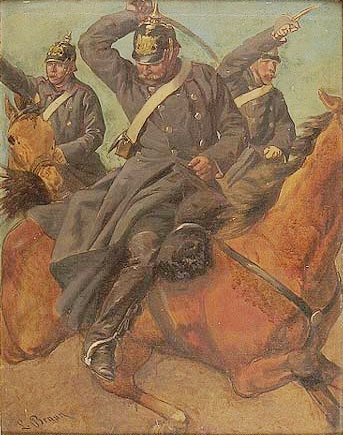
Вюртенбергские драгуны
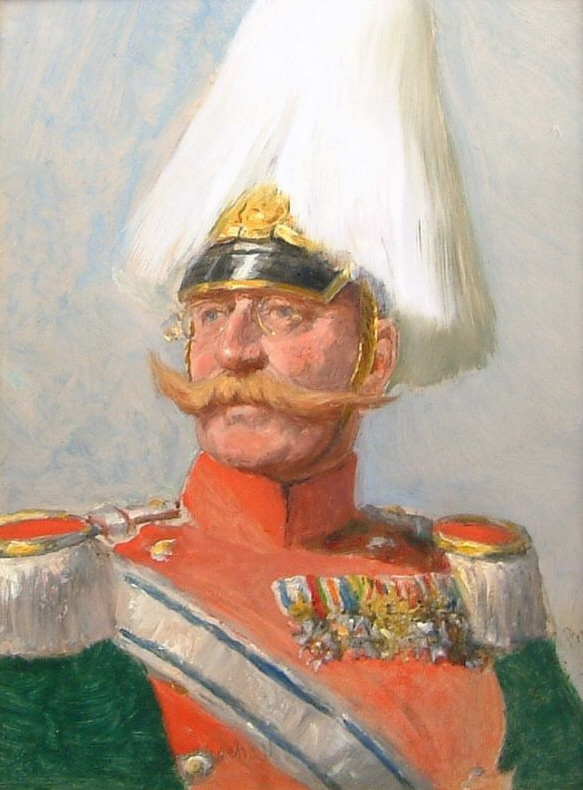
Портрет гофмаршала Карла Марии Антона Хартманна
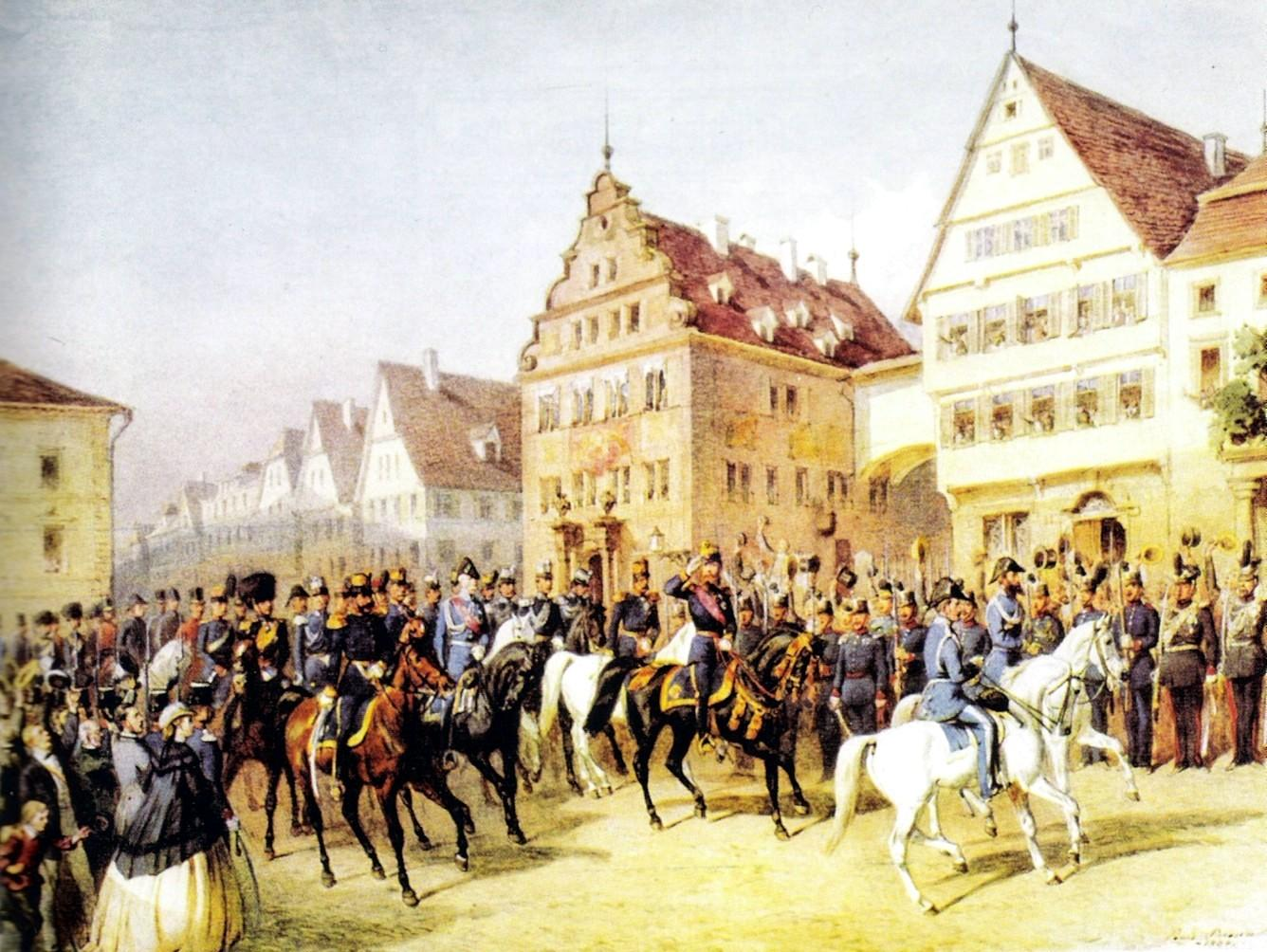
Вступление войск Карла Вюртенбергского в Эрфурт
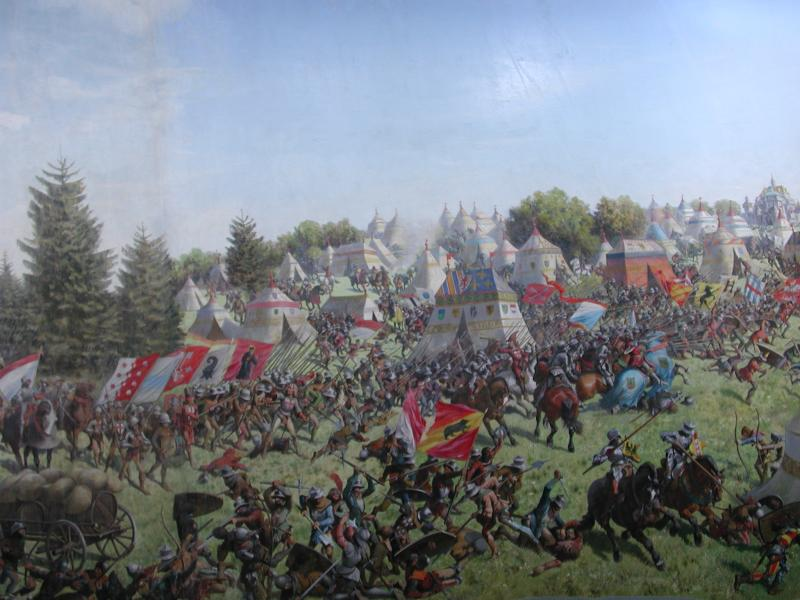
Битва при Муртене
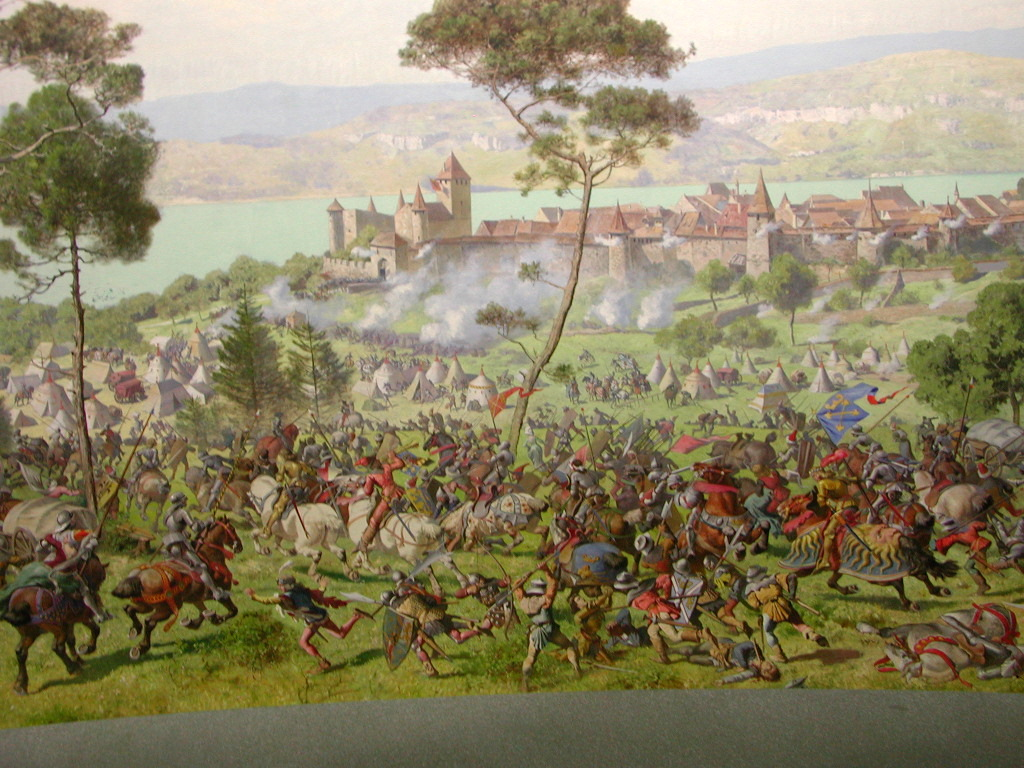
Фрагмент панорамы Битва при Муртене